# Фридрих Мелхиор Грим
Фридрих Мелхиор барон фон Грим (на немски: Friedrich Melchior, Baron von Grimm) е немски писател на френски и немски език, литературен и музикален критик и дипломат.

## Биография
Роден е на 26 декември 1723 г. в Регенсбург. Син е на пастор Йохан Мелхиор Грим (1682 – 1749) и съпругата му Сибиле Маргарете Кох (1684 – 1774). Следва право, литература и философия в Лайпциг от 1742 до 1745 г.
През 1748 г. отива в Париж. От 1749 г. е при херцог Фридрих III от Саксония-Гота-Алтенбург и му чете книги. По-късно става секретар на граф Аугуст Хайнрих от Фризия (племенник на Мориц фон Заксен, маршала на Саксония) и е въведен от него във висшето общество. Запознава се с Жан-Жак Русо и чрез него с Дени Дидро.
Пише множество статии за „Енциклопедия или Тълковен речник на науките, изкуствата и занаятите“. През 1753 г. започва да издава Correspondance littéraire, philosophique et critique – периодично издание във формата на ръкописен вестник в тираж 15-16 броя, разпращано по подписка до монархически дворове. През 1755 г. става кабинетен секретар на Луи-Филип II Орлеански, херцог на Орлеан на мястото на починалия му приятел Аугуст Хайнрих от Фризия.
В началото на 1759 г. е пратеник (пълномощен министър) на град Франкфурт на Майн във френския двор, но за кратко заради негово писмо, прихванато от тайната служба на крал Луи XV, в което критикува граф Броли.
Удостоен е с благородническата титла барон от Свещената римска империя през 1772 г. Представен е на императрица Екатерина Велика, когато е в свитата на пруската принцеса Вилхелмина Луиза фон Хесен-Дармщат за сватбата ѝ с руския престолонаследник бъдещия император Павел I на 29 септември 1773 г. Няколко седмици по-късно пристига Дидро и заедно с Грим са избрани за почетни членове на Петербургската академия на науките на 1 ноември с.г.
Грим представлява интересите на херцог Ернст II от Саксония-Гота-Алтенбург в Париж като пълномощен министър от 1776 г.
По покана на Екатерина II отново отива (1777) в Санкт Петербург, където остава почти година. Обратно в Париж купува произведения на изкуството за императрицата като неин официален комисионер.
През есента 1781 г. се среща в Гота с Йохан Волфганг фон Гьоте, с когото са се запознали във Вартбург при Айзенах на 8 октомври 1777 г.
По време на Френската революция, тъй като е чужденец, бяга от Франция през 1792 г. Следващата година се установява в Гота. Руската императрица го назначава за пълномощен министър в Гота, после в Хамбург. С нарушено зрение от 35 години Грим напълно ослепява (1797) и се отказва от длъжността.
Установява се отново в Гота, където умира почти 84-годишен на 19 декември 1807 г. Погребан е в Зиблебен при Гота на 23 декември 1807 г.

## Посмъртно признание
Астероидът (или малка планета) 6912 Grimm от Главния астероиден пояс, открит на 8 април 1991 г., е наименуван на Грим.